# Quartier des Arts et Métiers
Das Quartier des Arts et Métiers ist das neunte der 80 Quartiers (Stadtviertel) im 3. Arrondissement von Paris.

Die Stadtviertel im 3. Arrondissement

## Lage
Der Verwaltungsbezirk im 3. Arrondissement von Paris wird von folgenden Straßen begrenzt:
- Norden: Boulevard Saint-Denis und dem Boulevard Saint-Martin bis zum Place de la République
- Westen: Ein Teil des Boulevard de Sébastopol
- Osten: Rue du Temple bis zur Rue des Gravilliers
- Süden: Ein Teil der Rue de Turbigo und die Rue des Gravilliers

## Namensursprung
Das Viertel ist nach seiner bekanntesten Einrichtung benannt: dem Conservatoire national des arts et métiers.

## Geschichte
Der größte Teil des Bezirks, mit Ausnahme des Raums zwischen der Rue Saint-Martin und dem Boulevard Sébastopol, entspricht dem nördlichen Teil der Domäne der Abtei von Saint-Martin-des-Champs, die zu Beginn des 13. Jahrhunderts erschlossen wurde, um die Siedlung Saint-Martin-des-Champs zu gründen. 
Zwischen den Straßen Rue au Maire und Rue des Gravilliers liegt das älteste asiatische Viertel.

## Sehenswürdigkeiten
- Musée des arts et métiers
- Église Sainte-Élisabeth-de-Hongrie de Paris
- Église Saint-Nicolas-des-Champs